# عزیزم، بچه‌ها را کوچک کردم
عزیزم، بچه‌ها را کوچک کردم (انگلیسی: Honey, I Shrunk the Kids) یک فیلم در ژانر علمی تخیلی و کمدی به کارگردانی جو جانستون است که در سال ۱۹۸۹ منتشر شد.

## بازیگران
- ریک مورانیس
- مت فروئر
- مارشا استراسمن
- کریستین سادرلند
- توماس ویلسون براون
- ایمی اونیل
- جرد راشتون
- رابرت الیوری
- مارک ال تیلور
- کیمی رابرتسون
- کارل استیون
- کریگ ریچارد نلسون
- فرانک ولکر